# 狎客行
《狎客行》，台湾漫画家麦人杰画的漫画，作者曾阐述成人漫画比一般漫画难画。漫画得到不少文化工作者的推荐。为台湾打入欧洲市场的第1本漫画。号称第1部国人性喜剧漫画。